# Slaget ved Helsingborg (1362)
 For alternative betydninger, se Slaget ved Helsingborg. (Se også artikler, som begynder med Slaget ved Helsingborg)
Slaget ved Helsingborg blev udkæmpet den 8. juli 1362 mellem den danske og hanseatiske flåde.
Som en del af de igangværende handels- og territoriale stridigheder mellem Hanseforbundet, Sverige og Danmark, lavede hansestæderne en aftale med Sverige og Holsten om i fællesskab at angribe Danmark, de aftalte mål var Helsingborg og København. Lübecks borgmester, Johann Wittenborg, blev sat i kommando over en angrebsstyrke på omkring 50 små søgående skibe, hvoraf 5 var blevet betalt af Magnus Eriksson, Sveriges konge.
Da Wittenborgs flåde sejlede gennem det smalle Øresund på vej mod København, blev han overtalt til at angribe byen Helsingborg og dens befæstede citadel. Han satte sine kæmpende mænd fra borde og belejrede det fortificerede citadel i flere uger. I mellemtiden samlede Valdemar Atterdag, konge af Danmark, sin egen flåde, som var i stand til at transportere en hær på 2.500 mand, og foretog et overraskelsesangreb på hansaflåden.
Danskerne vandt, da de fleste af Wittenborgs soldater var i byen. Hansestæderne mistede tolv af deres skibe, og flere af deres adelige blev taget til fange.
Valdemar Atterdags søn, Christoffer hertug af Lolland blev såret under slaget ved Helsingborg i 1362. Tyske krøniker er ikke klare over, hvilket våben der påførte prinsens dødelige sår, men ifølge svenske Henrik Smiths krønike fra begyndelsen af 1500-tallet blev Christopher ramt af en sten, mens de kæmpede på havet. Ifølge Nordisk familjebok blev Christopher skudt i hovedet med en sten og led efterfølgende af en psykisk lidelse.
Da han vendte tilbage til Lübeck, blev Wittenborg dømt og henrettet på grund af hans dårlige præstation i krigen. De fangne adelsmænd blev senere løskøbt, og krigen bragte den 22. november 1365 til ophør ved fredsslutningen i Vordingborg .